# Still Life (Aidan Baker)
Still life is een studioalbum van Aidan Baker. Baker bespeelde alle muziekinstrumenten. De muziek is een mengeling van ambient gebaseerd op drones en minimal music. Dat laatste is voornamelijk te horen in track 3met een obsessief motief in de pianostem. De vierde track gaat richting jazzy ambient, hetgeen veroorzaakt wordt door de combinatie van muziekinstrumenten. Het album is opgenomen in Toronto. De gitaar, Bakers “eigen” instrument liet hij dat keer thuis.

## Musici
- Aidan Baker: piano, slagwerk, contrabas.

## Muziek
| Nr. | Titel                            | Duur  |
| --- | -------------------------------- | ----- |
| 1.  | Still lives                      | 13:00 |
| 2.  | Remembered time                  | 11:11 |
| 3.  | Refuge from oblivion             | 12:52 |
| 4.  | Complex iconographical symbology | 13:43 |